# Arc-sous-Cicon
Arc-sous-Cicon é uma comuna francesa na região administrativa de Borgonha-Franco-Condado, no departamento de Doubs. Estende-se por uma área de 28,49 km². Em 2010 a comuna tinha 701 habitantes (densidade: 24,6 hab./km²).